# ليوناردو درو
ليوناردو درو (بالإنجليزية: Leonardo Drew)‏ هو نحات ورسام أمريكي، ولد في 1961 في تالاهاسي في الولايات المتحدة.

## وصلات خارجية
- الموقع الرسمي